# Șevcenka, Iarmolînți
Șevcenka (în ucraineană Шевченка) este un sat în așezarea urbană Iarmolînți din regiunea Hmelnîțkîi, Ucraina.

## Demografie
Componența lingvistică a localității Șevcenka
     Ucraineană (98,94%)
     Rusă (1,06%)
Conform recensământului din 2001, majoritatea populației localității Șevcenka era vorbitoare de ucraineană (98,94%), existând în minoritate și vorbitori de rusă (1,06%).